# Свободная (Нижегородская область)
Свободная (до 1920 года — Майна) — деревня в Арзамасском районе Нижегородской области. Входит в состав Большетумановского сельсовета.

## История
Согласно архивным документам деревня появилась как выселок села Водоватово между 1646 и 1678 годами под названием Михайловская. В XVIII веке — «Михайловка, Майна тож». До 1920 года деревня носила название Майна.

## Население
| 1999 | 2002 | 2010 |
| ---- | ---- | ---- |
| 73   | ↘62  | ↘43  |

## Улицы
- Зелёная улица;
- Лесная улица.